# Come and Get Your Love
Singles de Redbone
When You Got Trouble
(1972) Wovoka
(1974)
Come and Get Your Love est une chanson du groupe de rock américain Redbone. Elle est écrite par le membre du groupe Lolly Vegas et produite par lui et son frère Pat Vegas. Sortie à l'origine en tant que single promotionnel sous le nom de Hail, elle est ensuite incluse sur le cinquième album du groupe, Wovoka (1973), sous son titre actuel. La chanson est sortie en janvier 1974 chez Epic Records comme premier single de l'album.
La chanson est également apparue sur de nombreuses compilations du groupe, ainsi que sur de nombreuses compilations des années 1970. Le 22 avril 1974, la chanson a été certifiée disque d'or par la RIAA avec plus d'un demi-million d'exemplaires vendus aux États-Unis. En avril 1974, la chanson atteignit le numéro 5 du palmarès Billboard Hot 100.

## Utilisations de la chanson
La chanson est utilisée dans le film Dance Me Outside de 1994 puis en 1999 dans le film Dick : Les Coulisses de la présidence.
Dans le long métrage Les Gardiens de la Galaxie sorti en 2014, le personnage principal Star Lord (interprété par Chris Pratt) danse sur cette chanson alors qu'il explore une ruine.
Le titre est employé en 2018 dans une campagne publicitaire de Noël pour Bouygues Telecom et la vidéo totalise plus de 2,99 millions de vues sur YouTube en décembre de la même année [réf. nécessaire].
En 2022, la chanson est à nouveau utilisée dans un film, Super-héros malgré lui, un film contenant de multiples clins d'œil aux films de super héros : c'est une référence au film Les Gardiens de la Galaxie qui a rendu de nouveau la chanson populaire en France. Elle est réutilisée dans les films de l'univers cinématographique Marvel Avengers: Endgame (2019) et Les Gardiens de la Galaxie Vol. 3 (2023).

## Crédits
- Lolly Vegas – guitare solo, sitar électrique, chant
- Tony Bellamy – guitare rythmique, piano,chœurs
- Pat Vegas – basse, chœurs
- Butch Rillera – batterie, chœurs

Musiciens additionnels
- Gene Page – orchestrateur
- Joe Sample – piano, vibraphone
- Eddie Caciedo – percussions

## Classements et certifications
| Classement (1974)                      | Meilleure position |
| -------------------------------------- | ------------------ |
| Belgique (Flandre Ultratop 50 Singles) | 28                 |
| Canada (Top Singles)                   | 88                 |
| États-Unis (Hot 100)                   | 5                  |
| États-Unis (Hot Soul Singles)          | 75                 |
| Pays-Bas (Nederlandse Top 40)          | 22                 |
| Pays-Bas (Nationale Hitparade)         | 21                 |

| Classement (2018–22) | Meilleure position |
| -------------------- | ------------------ |
| France (SNEP)        | 20                 |

| Classement (1974)    | Position |
| -------------------- | -------- |
| États-Unis (Hot 100) | 4        |
| Canada (Top Singles) | 190      |

### Certifications
| Région                                                                         | Certification | Ventes/Streams |
| ------------------------------------------------------------------------------ | ------------- | -------------- |
| États-Unis (RIAA)                                                              | Or            | 1 000 000^     |
| Royaume-Uni (BPI)                                                              | Platine       | 600 000‡       |
| ^Mise en rayon selon la certification ‡ventes/streaming selon la certification |               |                |